# Psychotria rosseliensis
Psychotria rosseliensis är en måreväxtart som beskrevs av Seymour Hans Sohmer. Psychotria rosseliensis ingår i släktet Psychotria och familjen måreväxter. Inga underarter finns listade i Catalogue of Life.